# Campionato mondiale di Formula 1 1955
Il campionato mondiale di Formula 1 1955 organizzato dalla FIA è stato, nella storia della categoria, il 6° ad assegnare il campionato piloti. È iniziato il 19 gennaio ed è terminato l'11 settembre, dopo 7 gare. Il titolo mondiale piloti è andato per la terza volta al campione argentino Juan Manuel Fangio.

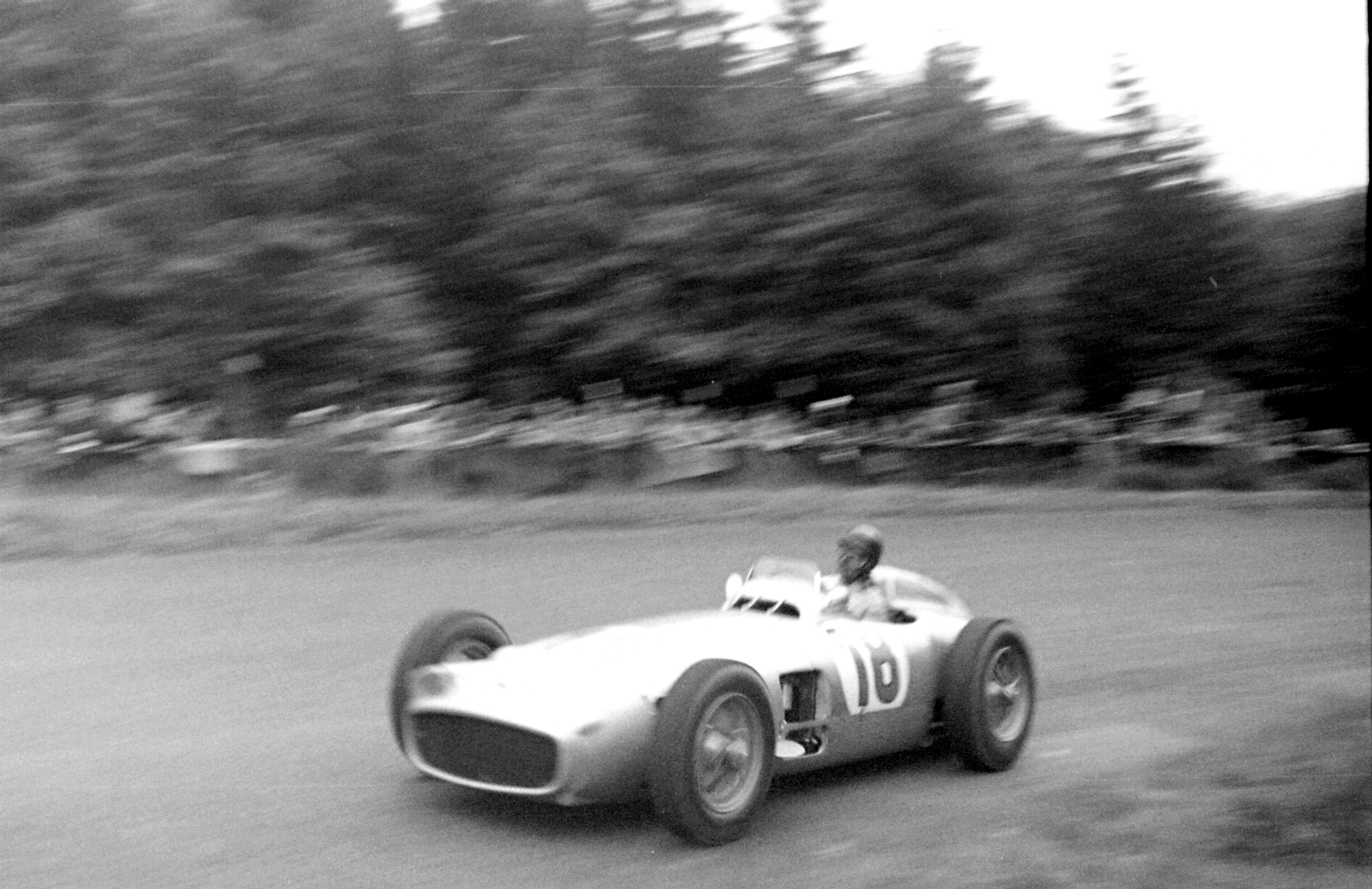
Juan Manuel Fangio campione del mondo per la terza volta in carriera, la seconda di seguito.

## Riassunto della stagione
Le Mercedes-Benz dominarono la stagione 1955, con Fangio vincitore di quattro gare ed il suo nuovo compagno Moss vittorioso nel Gran Premio di casa. Per la Ferrari fu una stagione da dimenticare, con la sola vittoria del Gran Premio di Monaco da parte di Trintignant.
La stagione fu funestata dalle morti di Alberto Ascari e degli statunitensi Manny Ayulo e Bill Vukovich, questi ultimi durante l'appuntamento della 500 Miglia di Indianapolis (il primo durante le prove, il secondo in gara). Il pilota italiano, due volte campione del mondo, morì a Monza mentre provava una Ferrari degli amici Villoresi e Castellotti. Solamente quattro giorni prima, a Monaco, si ritrovò in testa alla gara dopo i ritiri delle Mercedes di Fangio e Moss ma finì nelle acque del porto con la sua Lancia D50, uscendone miracolosamente incolume.
Il 1955 è ricordato anche per il disastro alla 24 Ore di Le Mans, che costò la vita all'ex pilota di Formula 1 Pierre Levegh e a 83 spettatori. La tragedia portò alla cancellazione dei Gran Premi di Francia, Germania, Spagna e Svizzera, nonché alla decisione della Mercedes di ritirarsi dal mondo delle corse. Il team tedesco tornerà in Formula 1 solamente 55 anni dopo, nel 2010.

## Scuderie e piloti
| Scuderia                        | Costruttore            | Modello            | Motore            | Gomme | Piloti |
| ------------------------------- | ---------------------- | ------------------ | ----------------- | ----- | --- |
| Alberto Uria                    | Maserati               | A6GCM              | Maserati          | P     | Alberto Uria |
| Ansted Rotary                   | Kurtis Kraft           | 500D 500A          | Offenhauser       | F     | Pat O'Connor Leroy Warriner |
| Aristo Blue/E.R. Casale         | Kuzma                  | Indy Roadster      | Offenhauser       | F     | Rodger Ward |
| Bardahl/Ed Walsh                | Kurtis Kraft           | 500C               | Offenhauser       | F     | Art Cross |
| Bardahl/Pat Clancy              | Kurtis Kraft           | 500B               | Offenhauser       | F     | Jimmy Davies |
| Belond Equa-Flow/Calif. Muffler | Epperly                | Indy Roadster      | Offenhauser       | F     | Jim Rathmann |
| Bob Estes                       | Phillips               | 500                | Offenhauser       | F     | Don Freeland |
| Central Excavating/Pete Salemi  | Trevis                 | Indycar            | Offenhauser       | F     | Shorty Templeman |
| Commercial Motor Freight        | Ewing                  | D                  | Offenhauser       | F     | Gene Hartley |
| Connaught Engineering           | Connaught              | B                  | Alta              | D     | Jack Fairman Ken McAlpine |
| Cooper Car Company              | Cooper                 | T40                | Bristol           | D     | Jack Brabham |
| D-A Lubricants Racing           | Kurtis Kraft           | 500B               | Offenhauser       | F     | Cal Niday |
| Daimler-Benz                    | Mercedes-Benz          | W196               | Mercedes-Benz     | C     | Juan Manuel Fangio Stirling Moss Karl Kling Hans Herrmann André Simon Piero Taruffi                                                                            |
| Dean Van Lines                  | Kuzma                  | Indy Roadster      | Dodge Offenhauser | F     | Bob Christie Jimmy Bryan |
| Dr. R.N. Sabourin               | Pawl                   |                    | Offenhauser       | F     | Eddie Russo |
| Duke Donaldson                  | Kurtis Kraft           | 3000               | Offenhauser       | F     | Tony Bonadies |
| Dunn Engineering                | Kurtis Kraft           | 500B               | Offenhauser       | F     | Pat Flaherty |
| Ecurie Rosier                   | Maserati               | 250F               | Maserati          | P     | Louis Rosier |
| Ed Walsh                        | Kurtis Kraft           | 500C               | Offenhauser       | F     | Johnnie Parsons Spider Webb |
| Emmett Malloy                   | Pankratz               |                    | Offenhauser       | F     | Jimmy Reece |
| Equipe Gordini                  | Gordini                | T16 T32            | Gordini           | E     | Pablo Birger Élie Bayol Jesús Iglesias Jacques Pollet Robert Manzon Hermano da Silva Ramos Mike Sparken Jean Lucas                                             |
| Equipe Nationale Belge          | Ferrari                | 500                | Ferrari           | E     | Johnny Claes Olivier Gendebien |
| Gilby Engineering               | Maserati               | 250F               | Maserati          | D     | Roy Salvadori |
| Federal Engineering             | Kurtis Kraft           | 500C 3000          | Offenhauser       | F     | Fred Agabashian Chuck Weyant |
| Gould's Garage                  | Maserati               | 250F               | Maserati          | D     | Horace Gould |
| H.A. Chapman                    | Kurtis Kraft           | 500C               | Offenhauser       | F     | Tony Bettenhausen Paul Russo |
| Hopkins/Motor Racers            | Lesovsky               |                    | Offenhauser       | F     | George Tichenor |
| J.C. Agajanian                  | Kuzma                  | Indy Roadster      | Offenhauser       | F     | Duane Carter |
| Jack Hinkle                     | Kurtis Kraft           | 500C               | Offenhauser       | F     | Jack McGrath |
| Jim Robbins                     | Stevens                |                    | Offenhauser       | F     | Jerry Hoyt |
| John McDaniel                   | Stevens                |                    | Offenhauser       | F     | Keith Andrews |
| John Zink                       | Kurtis Kraft           | 500C               | Offenhauser       | F     | Bob Sweikert |
| Jones & Maley Cars              | Kurtis Kraft           | 500C               | Offenhauser       | F     | Sam Hanks |
| Joseph Massaglia                | Kurtis Kraft           | 4000               | Offenhauser       | F     | Andy Linden |
| LaVilla                         | Templeton              |                    | Offenhauser       | F     | Ernie McCoy |
| Lee Glessner                    | Scopa                  |                    | Offenhauser       | F     | Jiggs Peters |
| Leitenberger                    | Silnes                 |                    | Offenhauser       | F     | Johnny Kay |
| Leslie Marr                     | Connaught              | B                  | Alta              | D     | Leslie Marr |
| Lindsey Hopkins                 | Kurtis Kraft           | 500C               | Offenhauser       | F     | Bill Vukovich |
| Lutes Truck Parts               | Kurtis Kraft           | 4000               | Offenhauser       | F     | Ed Elisian |
| McNamara/Kalamazoo Sports       | Trevis                 | Indycar            | Offenhauser       | F     | Eddie Johnson |
| McNamara/Lee Elkins             | Kurtis Kraft           | 500C               | Offenhauser       | F     | Len Duncan |
| Merz Engineering                | Kurtis Kraft           | 500C               | Offenhauser       | F     | Walt Faulkner Bill Homeier |
| Novi Racing                     | Kurtis Kraft           |                    | Novi              | F     | Troy Ruttman |
| Officine Alfieri Maserati       | Maserati               | 250F               | Maserati          | P     | Carlos Menditeguy Luigi Musso Sergio Mantovani Roberto Mieres Jean Behra Clemar Bucci Harry Schell Cesare Perdisa Horace Gould Peter Collins André Simon       |
| Owen Racing Organisation        | Maserati               | 250F               | Maserati          | D     | Peter Collins |
| Peter Schmidt                   | Kurtis Kraft Kuzma     | 500C Indy Roadster | Offenhauser       | F     | Manny Ayulo Johnny Thomson |
| Prince Bira                     | Maserati               | 250F               | Maserati          | P     | Prince Bira |
| Ray Brady                       | Kurtis Kraft Schroeder | 4000               | Offenhauser       | F     | Len Duncan Russ Klar |
| Ray Crawford                    | Kurtis Kraft           | 500B               | Offenhauser       | F     | Ray Crawford |
| Roy McKay                       | Kurtis Kraft           | 3000               | Offenhauser       | F     | Danny Kladis |
| Rob Walker Racing Team          | Connaught              | B                  | Alta              | D     | Peter Walker Tony Rolt |
| Sam Traylor Offy                | Kurtis Kraft           | 2000               | Offenhauser       | F     | Al Keller |
| Scuderia Ferrari                | Ferrari Lancia         | 625 D50            | Ferrari Lancia    | E     | Umberto Maglioli Nino Farina Maurice Trintignant José Froilán González Piero Taruffi Harry Schell Paul Frère Eugenio Castellotti Mike Hawthorn Luigi Villoresi |
| Scuderia Lancia                 | Lancia                 | D50                | Lancia            | P     | Eugenio Castellotti Luigi Villoresi Alberto Ascari Louis Chiron                                                                                                |
| Scuderia Volpini                | Arzani-Volpini         | F1                 | Maserati          | P     | Luigi Piotti |
| Stirling Moss Ltd               | Maserati               | 250F               | Maserati          | D     | Lance Macklin Peter Walker John Fitch |
| Sumar/Chapman Root              | Kurtis Kraft           | 500D               | Offenhauser       | F     | Jimmy Daywalt Johnny Boyd |
| T.W. & W.T. Martin              | Kurtis Kraft           |                    | Offenhauser       | F     | Al Herman |
| Ted Whiteaway                   | HWM                    | 53                 | Alta              | D     | Ted Whiteaway |
| Travelon Trailer/Ernest Ruiz    | Kurtis Kraft           | 500B               | Offenhauser       | F     | Bill Homeier |
| Trio Brass Foundy / Anderson    | Kurtis Kraft           | 500C               | Offenhauser       | F     | Johnnie Parsons |
| Vandervell Products Ltd         | Vanwall                |                    | Vanwall           | P     | Mike Hawthorn Ken Wharton Harry Schell |
| Walmotor                        | Schroeder              |                    | Offenhauser       | F     | Elmer George |
| Westwood Gauge/Wales            | Kurtis Kraft           | 4000               | Offenhauser       | F     | Ed Elisian |
| Wolcott Fuel Injection          | Kurtis Kraft           | 500A               | Offenhauser       | F     | Paul Russo |

## Risultati
| Nº | Gran premio                  | Circuito          | Pole position         | Giro veloce        | Pilota vincitore    | Scuderia vincitrice      | Resoconto |
| -- | ---------------------------- | ----------------- | --------------------- | ------------------ | ------------------- | ------------------------ | --------- |
| 1  | Gran Premio d'Argentina      | Buenos Aires      | José Froilán González | Juan Manuel Fangio | Juan Manuel Fangio  | Mercedes                 | Resoconto |
| 2  | Gran Premio di Monaco        | Monaco            | Juan Manuel Fangio    | Juan Manuel Fangio | Maurice Trintignant | Ferrari                  | Resoconto |
| 3  | 500 Miglia di Indianapolis   | Indianapolis      | Jerry Hoyt            | Bill Vukovich      | Bob Sweikert        | Kurtis Kraft-Offenhauser | Resoconto |
| 4  | Gran Premio del Belgio       | Spa-Francorchamps | Eugenio Castellotti   | Juan Manuel Fangio | Juan Manuel Fangio  | Mercedes                 | Resoconto |
| 5  | Gran Premio d'Olanda         | Zandvoort         | Juan Manuel Fangio    | Roberto Mieres     | Juan Manuel Fangio  | Mercedes                 | Resoconto |
| 6  | Gran Premio di Gran Bretagna | Aintree           | Stirling Moss         | Stirling Moss      | Stirling Moss       | Mercedes                 | Resoconto |
| 7  | Gran Premio d'Italia         | Monza             | Juan Manuel Fangio    | Stirling Moss      | Juan Manuel Fangio  | Mercedes                 | Resoconto |

### Gran Premio d'Argentina
Buenos Aires - 16 gennaio 1955 - III Gran Premio de la Republica Argentina

#### Ordine d'arrivo
1. Juan Manuel Fangio (Mercedes)
2. Nino Farina, Maurice Trintignant e José Froilán González (Ferrari)
3. Umberto Maglioli, Nino Farina e Maurice Trintignant (Ferrari)
4. Hans Herrmann, Stirling Moss e Karl Kling (Mercedes)
5. Roberto Mières (Maserati)

### Gran Premio di Monaco
Circuito di Monte Carlo - 22 maggio 1955 - XIII Grand Prix Automobile de Monaco, Grand Prix d'Europe

#### Ordine d'arrivo
1. Maurice Trintignant (Ferrari)
2. Eugenio Castellotti (Lancia)
3. Cesare Perdisa (Maserati)
Jean Behra (Maserati)
4. Nino Farina (Ferrari)
5. Luigi Villoresi (Lancia)

### 500 Miglia di Indianapolis
Indianapolis Motor Speedway - 30 maggio 1955 - XXXIX Indianapolis International Motor Sweepstakes

#### Ordine d'arrivo
1. Bob Sweikert (Kurtis Kraft-Offenhauser)
2. Tony Bettenhausen e Paul Russo (Kurtis Kraft-Offenhauser)
3. Jimmy Davies (Kurtis Kraft-Offenhauser)
4. Johnny Thomson (Kuzma-Offenhauser)
5. Walt Faulkner e Bill Homeier (Kurtis Kraft-Offenhauser)

### Gran Premio del Belgio
Spa-Francorchamps - 5 giugno 1955 - XVII Grote Prijs van Belgie

#### Ordine d'arrivo
1. Juan Manuel Fangio (Mercedes)
2. Stirling Moss (Mercedes)
3. Nino Farina (Ferrari)
4. Paul Frère (Ferrari)
5. Roberto Mières e Jean Behra (Maserati)

### Gran Premio d'Olanda
Zandvoort - 19 giugno 1955 - VI Grote Prijs van Nederland, Grand Prix d'Europe

#### Ordine d'arrivo
1. Juan Manuel Fangio (Mercedes)
2. Stirling Moss (Mercedes)
3. Luigi Musso (Maserati)
4. Roberto Mières (Maserati)
5. Eugenio Castellotti (Ferrari)

### Gran Premio di Gran Bretagna
Aintree - 16 luglio 1955 - VIII R.A.C. British Grand Prix

#### Ordine d'arrivo
1. Stirling Moss (Mercedes)
2. Juan Manuel Fangio (Mercedes)
3. Karl Kling (Mercedes)
4. Piero Taruffi (Mercedes)
5. Luigi Musso (Maserati)

### Gran Premio d'Italia
Autodromo nazionale di Monza - 11 settembre 1955 - XXVI Gran Premio d'Italia

#### Ordine d'arrivo
1. Juan Manuel Fangio (Mercedes)
2. Piero Taruffi (Mercedes)
3. Eugenio Castellotti (Ferrari)
4. Jean Behra (Maserati)
5. Carlos Menditeguy (Maserati)

## Gare non valevoli per il Campionato Mondiale
| Gara                               | Circuito            | Data         | Vincitore          | Costruttore    |
| ---------------------------------- | ------------------- | ------------ | ------------------ | -------------- |
| Gran Premio Ciudad de Buenos Aires | Buenos Aires        | 30 gennaio   | Juan Manuel Fangio | Mercedes-Benz  |
| VII Gran Premio del Valentino      | Parco del Valentino | 27 marzo     | Alberto Ascari     | Lancia         |
| XVI Grand Prix de Pau              | Pau                 | 11 aprile    | Jean Behra         | Maserati       |
| III Glover Trophy                  | Goodwood            | 11 aprile    | Roy Salvadori      | Maserati       |
| IV Grand Prix de Bordeaux          | Bordeaux            | 25 aprile    | Jean Behra         | Maserati       |
| VII BRDC International Trophy      | Silverstone         | 7 maggio     | Peter Collins      | Maserati       |
| VIII Gran Premio di Napoli         | Posillipo           | 8 maggio     | Alberto Ascari     | Lancia         |
| XVII Grand Prix d'Albi             | Albi                | 29 maggio    | André Simon        | Maserati       |
| III Curtis Trophy                  | Snetterton          | 29 maggio    | Roy Salvadori      | Maserati       |
| III Cornwall MRC Formula 1 Race    | Davidstow           | 30 maggio    | Leslie Marr        | Connaught-Alta |
| III London Trophy                  | Crystal Palace      | 30 luglio    | Mike Hawthorn      | Maserati       |
| III Daily Record Trophy            | Charterhall         | 6 agosto     | Bob Gerard         | Maserati       |
| III RedeX Trophy                   | Snetterton          | 13 agosto    | Harry Schell       | Vanwall        |
| II Daily Telegraph Trophy          | Aintree             | 3 settembre  | Roy Salvadori      | Maserati       |
| II International Gold Cup          | Oulton Park         | 24 settembre | Stirling Moss      | Maserati       |
| I Avon Trophy                      | Castle Combe        | 1º ottobre   | Harry Schell       | Vanwall        |
| V Gran Premio di Siracusa          | Siracusa            | 23 ottobre   | Tony Brooks        | Connaught-Alta |

## Classifica
Il sistema di punteggio prevedeva l'attribuzione ai primi cinque classificati rispettivamente di 8, 6, 4, 3 e 2 punti. I punti venivano divisi equamente tra i piloti alla guida di una vettura condivisa; in questi casi il piazzamento a punti è indicato con il simbolo ‡ in tabella. Un punto aggiuntivo veniva assegnato al detentore del giro più veloce. Per la classifica finale valevano i migliori cinque risultati; nella colonna Punti sono indicati i punti effettivamente validi per il campionato, tra parentesi i punti totali conquistati.

### Classifica piloti
| Pos. | Pilota                 |     |     |     |     |     |     |     | Punti   |
| ---- | ---------------------- | --- | --- | --- | --- | --- | --- | --- | ------- |
| 1    | Juan Manuel Fangio     | 1   | Rit |     | 1   | 1   | 2   | 1   | 40 (41) |
| 2    | Stirling Moss          | 4‡  | 9   |     | 2   | 2   | 1   | Rit | 23      |
| 3    | Eugenio Castellotti    | Rit | 2   |     | Rit | 5   | 6   | 3   | 12      |
| 4    | Maurice Trintignant    | 2‡  | 1   |     | 6   | Rit | Rit | 8   | 11,33   |
| 5    | Nino Farina            | 2‡  | 4   |     | 3   |     |     | NP  | 10,33   |
| 6    | Piero Taruffi          |     | 8   |     | NP  |     | 4   | 2   | 9       |
| 7    | Bob Sweikert           |     |     | 1   |     |     |     |     | 8       |
| 8    | Roberto Mieres         | 5   | Rit |     | 5‡  | 4   | Rit | 7   | 7       |
| 9    | Jean Behra             | 6   | 3‡  |     | 5‡  | 6   | Rit | 4   | 6       |
| =    | Luigi Musso            | 7   | Rit |     | 7   | 3   | 5   | Rit | 6       |
| 11   | Karl Kling             | 4‡  |     |     | Rit | Rit | 3   | Rit | 5       |
| 12   | Jimmy Davies           |     |     | 3   |     |     |     |     | 4       |
| 13   | Tony Bettenhausen      |     |     | 2‡  |     |     |     |     | 3       |
| =    | Paul Russo             |     |     | 2‡  |     |     |     |     | 3       |
| =    | Paul Frère             |     | 8   |     | 4   |     |     |     | 3       |
| =    | Johnny Thomson         |     |     | 4   |     |     |     |     | 3       |
| 17   | José Froilán González  | 2‡  |     |     |     |     |     |     | 2       |
| =    | Cesare Perdisa         |     | 3‡  |     | 8   |     |     |     | 2       |
| =    | Luigi Villoresi        | Rit | 5   |     |     |     |     | NP  | 2       |
| =    | Carlos Menditeguy      | Rit |     |     |     |     |     | 5   | 2       |
| 21   | Umberto Maglioli       | 3‡  |     |     |     |     |     | 6   | 1,33    |
| 22   | Hans Herrmann          | 4‡  | NQ  |     |     |     |     |     | 1       |
| =    | Walt Faulkner          |     |     | 5‡  |     |     |     |     | 1       |
| =    | Bill Homeier           |     |     | 5‡  |     |     |     |     | 1       |
| =    | Bill Vukovich          |     |     | Rit |     |     |     |     | 1       |
| –    | Mike Hawthorn          |     | Rit |     | Rit | 7   | 6   | Rit | 0       |
| –    | Harry Schell           | 6   | Rit |     |     |     | 9   | Rit | 0       |
| –    | Louis Chiron           |     | 6   |     |     |     |     |     | 0       |
| –    | Andy Linden            |     |     | 6   |     |     |     |     | 0       |
| –    | Jacques Pollet         |     | 7   |     |     | 10  |     | Rit | 0       |
| –    | Al Herman              |     |     | 7   |     |     |     |     | 0       |
| –    | Mike Sparken           |     |     |     |     |     | 7   |     | 0       |
| –    | Sergio Mantovani       | 7   |     |     |     |     |     |     | 0       |
| –    | Hermano da Silva Ramos |     |     |     |     | 8   | Rit | Rit | 0       |
| –    | Lance Macklin          |     | NQ  |     |     |     | 8   |     | 0       |
| –    | Pat O'Connor           |     |     | 8   |     |     |     |     | 0       |
| –    | Louis Rosier           |     | Rit |     | 9   | 9   |     |     | 0       |
| –    | Ken Wharton            |     |     |     |     |     | 9   | Rit | 0       |
| –    | Jimmy Daywalt          |     |     | 9   |     |     |     |     | 0       |
| –    | John Fitch             |     |     |     |     |     |     | 9   | 0       |
| –    | Pat Flaherty           |     |     | 10  |     |     |     |     | 0       |
| –    | Duane Carter           |     |     | 11  |     |     |     |     | 0       |
| –    | Johnny Claes           |     |     |     |     | 11  |     |     | 0       |
| –    | Chuck Weyant           |     |     | 12  |     |     |     |     | 0       |
| –    | Eddie Johnson          |     |     | 13  |     |     |     |     | 0       |
| –    | Jim Rathmann           |     |     | 14  |     |     |     |     | 0       |
| –    | Robert Manzon          |     | Rit |     |     | Rit | Rit |     | 0       |
| –    | Horace Gould           |     |     |     |     | Rit | Rit | Rit | 0       |
| –    | Alberto Ascari         | Rit | Rit |     |     |     |     |     | 0       |
| –    | Élie Bayol             | Rit | Rit |     |     |     |     |     | 0       |
| –    | André Simon            |     | Rit |     |     |     | Rit |     | 0       |
| –    | Peter Collins          |     |     |     |     |     | Rit | Rit | 0       |
| –    | Peter Walker           |     |     |     |     | Rit | Rit |     | 0       |
| –    | Clemar Bucci           | Rit |     |     |     |     |     |     | 0       |
| –    | Jesús Iglesias         | Rit |     |     |     |     |     |     | 0       |
| –    | Alberto Uria           | Rit |     |     |     |     |     |     | 0       |
| –    | Pablo Birger           | Rit |     |     |     |     |     |     | 0       |
| –    | Don Freeland           |     |     | Rit |     |     |     |     | 0       |
| –    | Cal Niday              |     |     | Rit |     |     |     |     | 0       |
| –    | Art Cross              |     |     | Rit |     |     |     |     | 0       |
| –    | Shorty Templeman       |     |     | Rit |     |     |     |     | 0       |
| –    | Sam Hanks              |     |     | Rit |     |     |     |     | 0       |
| –    | Keith Andrews          |     |     | Rit |     |     |     |     | 0       |
| –    | Johnnie Parsons        |     |     | Rit |     |     |     |     | 0       |
| –    | Eddie Russo            |     |     | Rit |     |     |     |     | 0       |
| –    | Ray Crawford           |     |     | Rit |     |     |     |     | 0       |
| –    | Jimmy Bryan            |     |     | Rit |     |     |     |     | 0       |
| –    | Jack McGrath           |     |     | Rit |     |     |     |     | 0       |
| –    | Al Keller              |     |     | Rit |     |     |     |     | 0       |
| –    | Rodger Ward            |     |     | Rit |     |     |     |     | 0       |
| –    | Johnny Boyd            |     |     | Rit |     |     |     |     | 0       |
| –    | Ed Elisian             |     |     | Rit |     |     |     |     | 0       |
| –    | Jerry Hoyt             |     |     | Rit |     |     |     |     | 0       |
| –    | Fred Agabashian        |     |     | Rit |     |     |     |     | 0       |
| –    | Jimmy Reece            |     |     | Rit |     |     |     |     | 0       |
| –    | Jack Brabham           |     |     |     |     |     | Rit |     | 0       |
| –    | Ken McAlpine           |     |     |     |     |     | Rit |     | 0       |
| –    | Roy Salvadori          |     |     |     |     |     | Rit |     | 0       |
| –    | Tony Rolt              |     |     |     |     |     | Rit |     | 0       |
| –    | Leslie Marr            |     |     |     |     |     | Rit |     | 0       |
| –    | Jean Lucas             |     |     |     |     |     |     | Rit | 0       |
| –    | Jack Fairman           |     |     |     |     |     | NP  |     | 0       |
| –    | Ted Whiteaway          |     | NQ  |     |     |     |     |     | 0       |
| –    | Bob Christie           |     |     | NQ  |     |     |     |     | 0       |
| –    | Travis Webb            |     |     | NQ  |     |     |     |     | 0       |
| –    | Troy Ruttman           |     |     | NQ  |     |     |     |     | 0       |
| –    | Len Duncan             |     |     | NQ  |     |     |     |     | 0       |
| –    | Gene Hartley           |     |     | NQ  |     |     |     |     | 0       |
| –    | Jiggs Peters           |     |     | NQ  |     |     |     |     | 0       |
| –    | Tony Bonadies          |     |     | NQ  |     |     |     |     | 0       |
| –    | Russ Klar              |     |     | NQ  |     |     |     |     | 0       |
| –    | Leroy Warriner         |     |     | NQ  |     |     |     |     | 0       |
| –    | Ernie McCoy            |     |     | NQ  |     |     |     |     | 0       |
| –    | Elmer George           |     |     | NQ  |     |     |     |     | 0       |
| –    | Johnny Kay             |     |     | NQ  |     |     |     |     | 0       |
| –    | George Tichenor        |     |     | NQ  |     |     |     |     | 0       |
| –    | Manny Ayulo            |     |     | NQ  |     |     |     |     | 0       |
| –    | Danny Kladis           |     |     | NQ  |     |     |     |     | 0       |
| Pos. | Pilota                 |     |     |     |     |     |     |     | Punti   |

| Legenda | 1º posto     | 2º posto | 3º posto    | A punti         | Senza punti/Non class.  | Grassetto – Pole position Corsivo – Giro più veloce |
| Legenda | Squalificato | Ritirato | Non partito | Non qualificato | Solo prove/Terzo pilota | Grassetto – Pole position Corsivo – Giro più veloce |